# Videojuego de plataformas
Los videojuegos de plataformas, o simplemente plataformas, son un género de videojuegos que se caracterizan por tener que caminar, correr, saltar o escalar sobre una serie de plataformas y acantilados, con enemigos, mientras se recogen objetos para poder completar el juego. Este tipo de videojuegos suelen usar vistas de desplazamiento horizontal hacia la izquierda o hacia la derecha. Es un género muy popular de videojuegos, surgido a comienzo de la década de 1980 y que sigue manteniendo bastante popularidad en la actualidad.

## Evolución

### Años 1980
El género nace en las máquinas arcade con los pioneros Space Panic en 1980 y Donkey Kong en 1981. El uso de la gravedad y el empleo de escaleras o saltos para moverse a través de las plataformas que flotan a lo largo de la pantalla fue lo que hizo diferenciarse a esta clase de juegos de los de su época, los familiares del Pac-Man, donde la perspectiva era cenital y no había gravedad. El género no terminó de definirse hasta la aparición de Pitfall!, publicado por Activision para Atari 2600 en 1982. No obstante, la poca capacidad de las consolas de la época (Atari 2600, Colecovision y similares) no era lo suficiente para explotar esta clase de juegos, por lo que las plataformas pasaron sin pena ni gloria por la Crisis del videojuego de 1983, apareciendo algunos títulos para ordenador como Manic Miner (1983) y su secuela Jet Set Willy (1984). También por aquella época aparecieron los primeros juegos isométricos, de la mano de SEGA con su Congo Bongo (1983). Un hito en este contexto lo constituye el seminal Pac-Land (1984), que influiría decisivamente en el resurgir del género poco tiempo después.
La gran explosión de las plataformas vino de la mano de Super Mario Bros y la NES de Nintendo en 1985. Este juego no solo revolucionó el género de las plataformas, sino que supuso también toda una revolución en la industria de los videojuegos, relanzando otra vez las videoconsolas (especialmente la NES), que tras la Crisis del videojuego de 1983 habían sido arrasadas por las computadoras personales de bajo coste como el Commodore 64. El Super Mario Bros introdujo en el género de plataformas una serie de elementos que sentarían precedente: la recolección de 100 ítems para conseguir vidas extra (en este caso, monedas), y la división en subniveles de los mundos.
Durante el reinado de la NES en la segunda mitad de los ochenta el género de las plataformas en 2D vivió sus mejores momentos. Por una parte la popularización de la fórmula del Mario en las máquinas arcade trajo grandísimos títulos como New Zealand Story o Bubble Bobble, de Taito, o Adventure Island de Hudson. Por otro lado las posibilidades de una consola casera permitieron la aparición de juegos mucho más largos, dando origen a los plataformas de exploración como Metroid (1986) o Castlevania III (1989). Este subgénero tenía generalmente una historia y una ambientación más desarrollada, y un estilo de juego más orientado a exploración de los escenarios que al juego lineal y rápido de Super Mario Bros o los títulos provenientes de máquina arcade. Títulos como Ghosts'n Goblins, Mega Man, Contra (conocido en Europa como Probotector) o más tarde Prince of Persia (1989) fueron aportando frescura y popularidad al género durante la segunda mitad de los 80.

### Años 1990

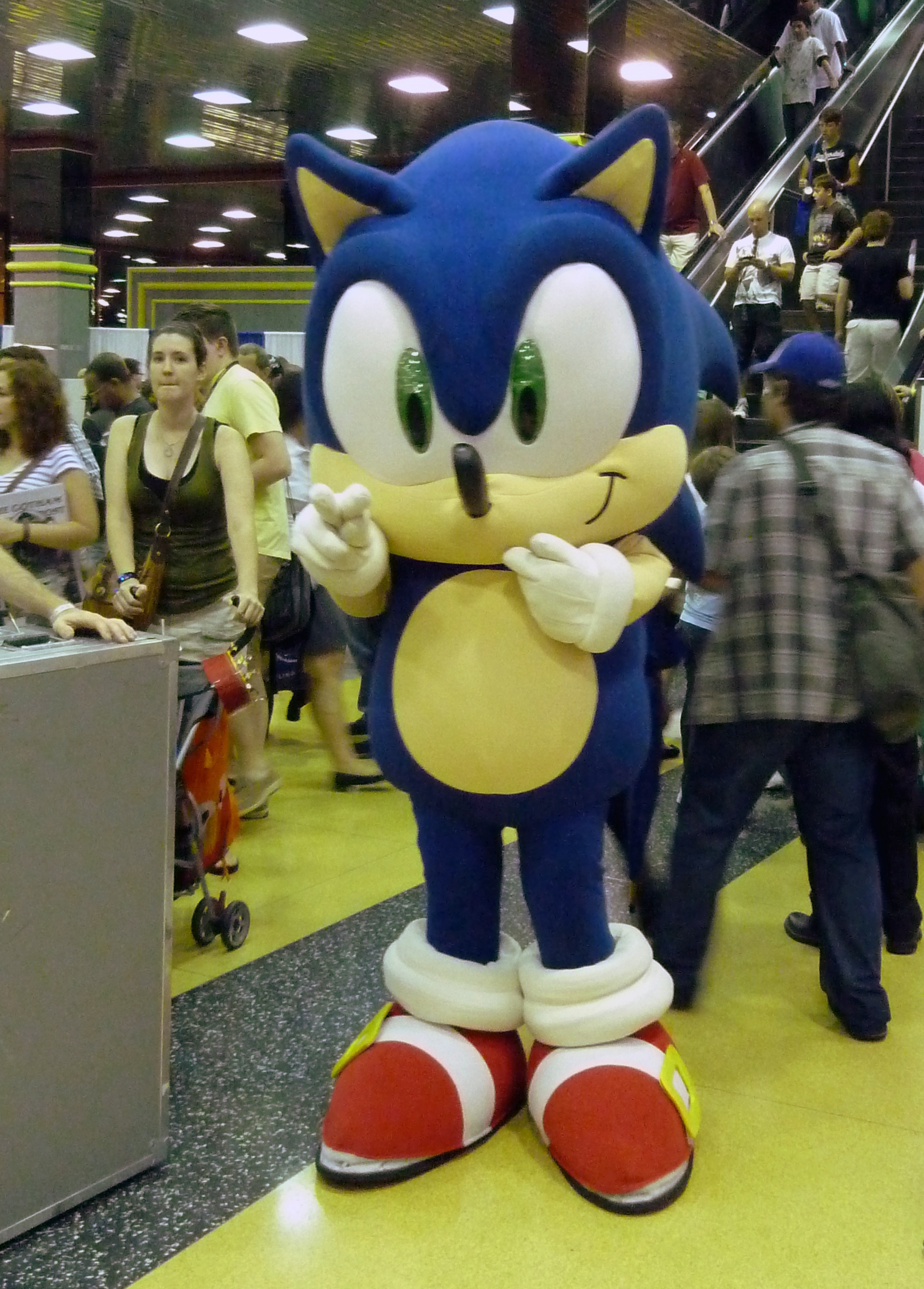
Cosplay de Sonic the Hedgehog.

En la primera mitad de los 90 el género se estandarizó por completo tanto en las consolas de 16 bits (SNES y Sega Mega Drive) como en las consolas portátiles (Game Boy y Sega Game Gear). En los 16 bits salieron grandes títulos como Sonic the Hedgehog en la Mega Drive o Super Mario World en la SNES. Pero la popularización de los plataformas también dio lugar a miles de juegos de baja calidad, con toda clase de temas. Entre la marea de juegos de plataformas que se lanzaron en esta época, destacaban de vez en cuando títulos con un buen diseño como Earthworm Jim, Aladdín, El Rey León o Another World. La última gran revolución en las plataformas en los 16 bits vino con Donkey Kong Country de Rare, que utilizando un avanzado sistema de pre-renderización de los gráficos, explotó por completo las capacidades de la SNES.
Con la aparición de las 3D y la nueva generación de consolas se experimentó la conversión del género a tres dimensiones. Los primeros títulos como Clockwork Knight para Sega Saturn presentaban gráficos tridimensionales pero un esquema de juego lineal, similar a los plataformas de toda la vida. Este tipo de juegos se consideran "2.5D". También se debe mencionar puntualmente el Jumping Flash, un juego para PlayStation que adaptaba los elementos de los juegos de plataformas con la jugabilidad en primera persona al estilo Doom.
No fue hasta la aparición de Super Mario 64 cuando se consiguió la fórmula correcta para adaptar el género a las 3D. Super Mario 64 introdujo escenarios completamente tridimensionales donde la libertad y la cantidad de movimientos en el escenario por fin consiguieron trasladar la jugabilidad, característica esencial de las plataformas, a tres dimensiones. La genial fórmula de Super Mario 64, uno de los mejores y más influyentes títulos de la historia, tocó techo nada más estrenar el estilo en las 3D, y ningún título aportó nada excesivamente importante al género durante los años siguientes.
También con las nuevas consolas de 32 bits, con alta capacidad de almacenamiento en CD-ROM, permitieron realizar grandes juegos de plataformas en 2D que revitalizaron el género, como Rayman, Castlevania: Symphony of the Night (una de las obras maestras de la saga) o Abe's Oddysee, que introdujo una innovadora inteligencia artificial para los enemigos. También salieron excelentes juegos en 2.5D, que aprovechaban las capacidades técnicas de la nueva generación de consolas manteniendo un estilo de juego más clásico, como Crash Bandicoot o Klonoa para PlayStation o Nights into Dreams para Sega Saturn.

### Años 2000
En la década de los 2000 se han seguido continuando las fórmulas establecidas en la generación de los 32 y los 64 bits en cuanto a los juegos en 3D y en 2,5D. Sobresalen en esta época el posiblemente mejor juego de Sonic de todos los tiempos titulado Sonic Adventure 2 para la consola Dreamcast, más adelante también para la consola de Nintendo GameCube y Super Monkey Ball de SEGA, que además de tener el honor de ser el primer juego de SEGA para una consola de Nintendo, introdujo una innovadora jugabilidad a través de un personaje metido en una pelota de playa. Y Psychonauts (2005), un excelente juego realizado por Tim Schafer, uno de los autores de Monkey Island.
La aparición de Game Boy Advance en la primera mitad de la década también ha traído una nueva juventud a los juegos en 2D en la portátil, saliendo al mercado numerosos títulos que continúan el estilo marcado en la época dorada de los 16 bits, así como reediciones de juegos clásicos de NES y SNES. Hay que mencionar en este resurgir de los plataformas clásicos que ha traído la Game Boy Advance, Cave Story (2004), un juego freeware para PC que combina elementos de plataformas clásicos, de exploración, y arcade que, aún manteniendo la estética 16bit, tiene un acabado técnico que corresponde a los tiempos que corren y que es, probablemente una de las obras maestras del género.
Para la videoconsola PlayStation 2 se han creado y destacado muchas franquicias nuevas, principalmente la saga de Jak and Daxter desarrollada por Naughty Dog luego de vender los derechos de Crash Bandicoot, Jak and Daxter ha revolucionado la industria siendo el primer juego 3D en no incluir tiempos de carga, utilizando el lenguaje de programación GOAL, el cual nos ofrece un mundo 3D más amplio y fluido. Y por parte de Insomniac Games tenemos la exitosa saga de Ratchet & Clank luego del abandono de Spyro the Dragon, una saga brillante, con mecánicas de plataformas muy bien logradas y la utilización de variadas armas, hay otros juegos destacables con Sly Cooper, Rayman, entre otros.
Con las nuevas interfaces de las consolas de Nintendo, se experimenta con nuevas fórmulas para la jugabilidad, haciendo uso de la pantalla táctil de la Nintendo DS o del mando de la Wii. Algunos juegos ya salidos al mercado como Super Mario 64 DS u otros preparados para el lanzamiento de Wii como Super Mario Galaxy o las conversiones de Super Monkey Ball (en concreto en Super Monkey Ball Adventure) y Rayman para esta consola esbozan lo que depara al género de plataformas en los próximos años, pues el avance de la tecnología influye mucho en los videojuegos, y cada vez se exponen nuevas creaciones y desafíos que estimulan al máximo toda la atención humana.

### Años 2010
A comienzos de esta década se produce un auge en los plataformas de avance 2D, llegando a convertir a los plataformas 3D en un subgénero minoritario. Muchas franquicias que habían dado el salto a los 3D vuelven a las 2 dimensiones debido entre otras cosas a:
- Menores costes de desarrollo.
- La posibilidad de ofrecer un apartado artístico más elaborado.
- Los problemas de cámara que sufren muchas plataformas 3D y que no se conseguían arreglar.

Ejemplos de juegos que volvieron a las 2 dimensiones son The Impossible Game, Rayman Origins, Donkey Kong Country Returns y Sonic Generations.
Sin embargo, y sobre todo en los cada vez más populares videojuegos independientes, también se crearon plataformas 2D completamente nuevos, como Super Meat Boy y Fez.

### Años 2020
En la novena generación de consolas, el juego de plataformas sigue siendo importante. A Astro Bot Rescue Mission (2018), un juego de PlayStation VR, le siguió Astro's Playroom(2020) , que venía preinstalado en todas las PlayStation 5 y en 2024 tuvo su secuela Astro Bot. Sackboy: A Big Adventure (2020), desarrollado por Sumo Digital, fue un título de lanzamiento de PlayStation 5 cambiando a un género plataformas 3D y sin poder hacer creaciones. Crash Bandicoot 4: It's About Time (2020) se lanzó con elogios de la crítica. Bowser's Fury (2021), una campaña corta agregada al puerto de Switch de Super Mario 3D World, cerró la brecha entre la jugabilidad de 3D World y la de Odyssey . Ratchet & Clank: Rift Apart (2021) fue uno de los primeros juegos exclusivos de PlayStation 5 creados por Insomniac. El 25 de agosto de 2021, Psychonauts 2, financiado por Kickstarter, se lanzó con elogios de la crítica. Fall Guys (2020) combina elementos de plataformas con el género Battle Royale y fue un éxito comercial y de crítica en épocas de pandemia del Covid-19.

### Plataformas puros en 2D
Los videojuegos de plataformas en 2D se caracterizan por utilizar gráficos con apariencia plana y por usar scroll de pantalla, siendo el objetivo del juego alcanzar la meta del nivel caminando, corriendo o saltando sobre una serie de plataformas. En su origen, se presentaban con un desplazamiento vertical, con juegos como Donkey Kong (1981) o Donkey Kong Jr. (1982). La introducción del desplazamiento lateral en juegos como Pitfall! (1982) o Pac-Land (1984) allanó el camino para el surgimiento de Super Mario Bros. (1985), uno de los videojuegos más exitosos de todos los tiempos, que daría origen a su propia franquicia de plataformas en 2D con desplazamiento horizontal y situaría al género como uno de los más rentables en la industria del videojuego. Este género llegaría a ser uno de los más populares (si no el que más) durante la era de las videoconsolas de 8 bits y 16 bits, uniéndose a esa exitosa franquicia del fontanero de Nintendo otras igualmente destacables como las inauguradas por Sonic the Hedgehog (1991) de Sega o por Donkey Kong Country (1994) de Rare y la propia Nintendo. El cambio de paradigma que implicó la irrupción de las tres dimensiones en las plataformas llegado 1996 con juegos como Super Mario 64 hizo que los plataformas tradicionales en 2D fueran paulatinamente dejados de lado por las grandes desarrolladoras. Sin embargo, el género nunca llegó a desaparecer y siguió siendo muy popular en juegos creados por compañías independientes en las décadas de 2010 y de 2020, pudiendo citarse ejemplos de éxito entre crítica y público como Super Meat Boy (2010), Shovel Knight (2014), Celeste (2018), Gris (2018), Spelunky 2 (2021) o Pizza Tower (2023), entre otros. Paralelamente, comprobada la existencia de un nicho de mercado al albur de esos éxitos independientes, algunas franquicias de grandes desarrolladoras que habían transicionado a los plataformas 3D volvieron a ofrecer entregas en dos dimensiones, como Donkey Kong Country Returns (2010), Rayman Origins (2011), Rayman Legends (2013), Donkey Kong Country: Tropical Freeze (2014) o Sonic Mania (2017). La oferta de Nintendo Switch apostó fuertemente por los plataformas en 2D, ya fueran nuevos títulos o remasterizaciones, y el año 2023 puede considerarse un resurgir del género al reeditar la rivalidad en 2D de dos de las principales franquicias, con Sonic Superstars y Super Mario Bros. Wonder, siendo este último premiado como uno de los mejores juegos del año.

### Videojuegos de plataformas isométricos
Además de los videojuegos de plataformas en 2D y 3D, existen los isométricos, que usaban esta proyección para darle un aspecto en 3D con gráficos en 2D. Los juegos de plataforma isométrica utilizan una representación gráfica que al proyectarse se forman ángulos de 120°. Estos juegos son característicos de los ordenadores caseros de los años 1980, donde obtuvieron su mayor popularidad y destacan Batman y Fairlight para Amstrad CPC, y en arcade, con ejemplos como Congo Bongo (1983).  Posteriormente, se apostaría por esta apariencia en algún caso puntual, como Sonic 3D Blast (1996). En la actualidad se empezó a retomar la técnica por estudios independientes mediante el desarrollo de secuelas de videojuegos que fueron famosos durante el inicio de los juegos con perspectiva isométrica.

### Plataformas de exploración
Los videojuegos de plataformas de exploración (conocidos popularmente como "metroidvanias") tienen un estilo de juego diferente a los plataformas tradicionales, predominando el uso de escenarios más grandes, que se han de recorrer varias veces y en varias direcciones, una evolución continua de las habilidades del personaje y generalmente con un argumento y ambientación mucho más desarrolladas. Los más conocidos son las sagas de Castlevania, Tomb Raider y Metroid.

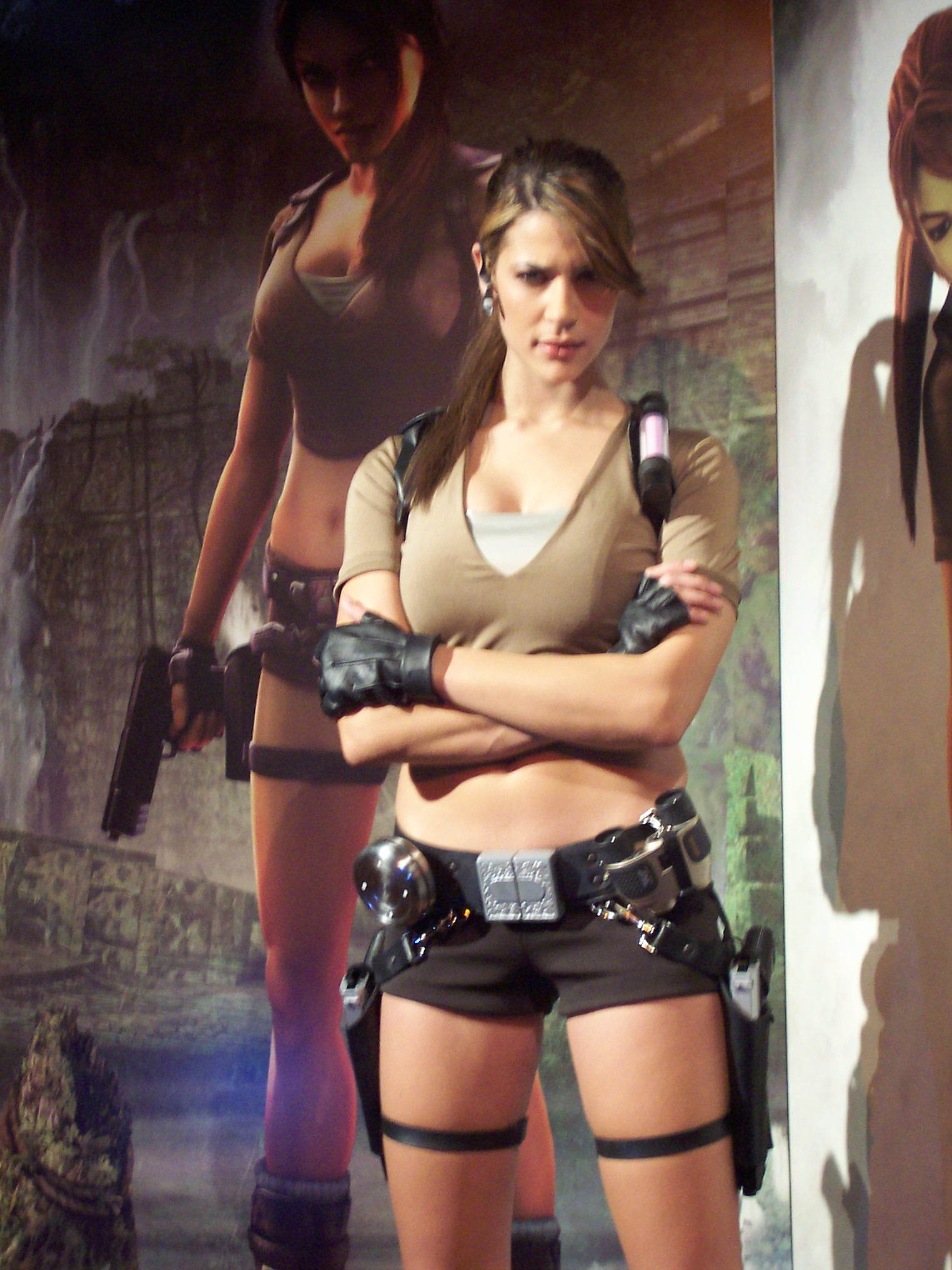
Cosplay de Lara Croft de la serie Tomb Raider,representante de plataforma de exploración

### Videojuegos en 2.5D
Son videojuegos en 2 dimensiones que mediante ciertas técnicas como la perspectiva, sombras y demás, aparentan ser en 3 dimensiones. Limbo, Inside, Deadlight, Duke Nukem: Manhattan project, Pandemonium, Tombi 2 o Klonoa son algunos de los ejemplos que utilizan esta técnica.

### Videojuegos en 3D
Los videojuegos en 3D utilizan gráficos con modelos en tres dimensiones lo que permite que el juego tenga libertad de movimiento en el espacio y no solo en un plano, gracias a los avances en las tecnologías 3D, los juegos actuales han llegado a tener un nivel mucho más alto de inmersión. Por ejemplo: Crash Bandicoot, Human fall flat, Spyro Jak and Daxter, Super Mario 64 y Banjo-Kazooie. Con el nuevo desarrollo en tecnologías 3D, los videojuegos se acercan cada vez más a la realidad. Hoy en día se cuenta con sistemas capaces de soportar más elementos en un juego. Hoy en día ya es más común ver juegos con texturas más elaboradas, una paleta de colores más extensa, inteligencia artificial mucho más complicada y cambios en el ambiente capaces de afectar el gameplay de una manera inesperada. Esta técnica es utilizada a través de las diferentes plataformas que existen incluidos los juegos en el teléfono celular.

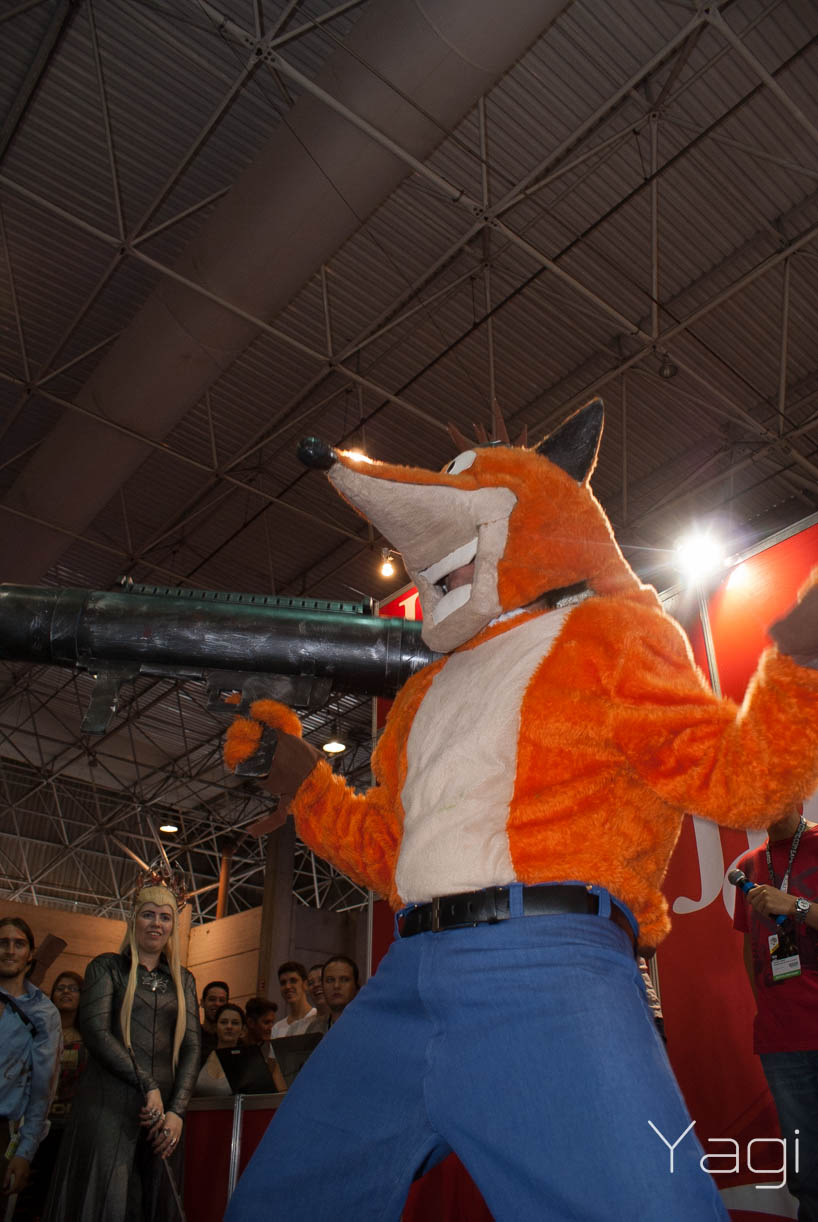
Crash Bandicoot, icono de videojuegos de plataformas en 3D